# 好きな人がいること
『好きな人がいること』（すきなひとがいること）は、2016年7月11日から9月19日まで、毎週月曜日の21時 - 21時54分に、フジテレビ系の「月9」枠で放送されたテレビドラマである。主演は桐谷美玲。

## あらすじ
パティシエール・櫻井美咲は、夢を叶えるために邁進してきたため、すっかり恋愛をしていなかった。ある日、突然勤務先のパティスリー部門が無くなり、失業してしまう。再就職先の内定をもらえずに困っていたところ、高校時代の初恋相手・ 柴崎千秋と再会を果たしたことがきっかけで、彼が経営する「Sea sons」の住み込みパティシエールとして雇ってもらうことになるのだが、そこには弟の夏向と冬真もいた。

## キャスト

### 主要人物
櫻井 美咲（27）
演 - 桐谷美玲
本作品の主人公。真っ直ぐだが、空回りしやすい性格。
パティシエとして独立する夢を叶えるため、恋愛よりも仕事を優先するが突然勤務先のパティスリー部門が無くなり、失職する。
その後、再就職先の内定を中々もらえず困っていたところ千秋にレストラン「Sea sons」の住み込みパティシエとして雇ってもらうことになる。
Instagramを始めており、アカウント名は「beautiful_bloom_」。
柴崎 夏向（24）
演 - 山﨑賢人
レストラン「Sea sons」のカリスマシェフで柴崎家次男。旧姓は西島。実は西島愛海の実兄で、本名は西島 拓海。
料理の腕は優秀だが、完璧主義かつ無愛想で協調性がなく他人に対してとても厳しい。
自分より年上である美咲をパティシエの仕事より恋愛優先で住み込みで働きに来たと思い込んで冷淡に接するが次第に惹かれる。
千秋および冬真と血が繋がっていないことが発覚する。
柴崎 千秋（29）
演 - 三浦翔平
レストラン「Sea sons」の経営者で柴崎家長男。夏向とは正反対に美咲に優しく接する。
美咲の高校時代の初恋相手でもあり、人間観察に長けている。
ある理由から、東村からチェーン店の契約を申し込まれても門前払いして断っている。
柴崎 冬真（21）
演 - 野村周平
柴崎家三男。調理師を目指すため、調理師学校に通っているが周囲の目を盗んでサボりがち。饒舌で軽い性格。
BMXを良く乗りこなすストリート系で、女性に優しい。美咲の自作ケーキを試食して彼女の腕を認める。
実は風花と付き合っていたがケンカ別れする。その後、連絡をして「Sea sons」に来てもらい仲直りをし、復縁する。
調理師学校を退学する。

### 美咲・柴崎家の関係者
石川 若葉
演 - 阿部純子
美咲の後輩の女性。仲良しで美咲とは反対に彼氏がいて充実した日々を送っており、彼女の良き相談相手でもある。
高月 楓（29）
演 - 菜々緒
ボストンに留学中のピアニストの女性。千秋の高校および大学時代の同級生。優しい性格で、非の打ち所がない大人の女性でもある。しかし本当は留学しておらず兄が千秋にお金を借りようとしたため自ら千秋と距離をとり東京のクラブで働いていた。
西島 愛海（21）
演 - 大原櫻子
突如現れた謎の少女。柴崎家のことを調べている。3兄弟と何らかの関係があり、後に実は夏向（巧海）の実妹であることが発覚。兄妹の実母が重病のために兄を探していたのである。
日村 信之（36）
演 - 浜野謙太
サーフショップ「LEG END」経営者。柴崎兄弟の良き相談相手。同僚の奥田とかなり年が離れているがラブラブである。
奥田 実果子（24）
演 - 佐野ひなこ
夏向の同級生であり日村の同僚。日村とは仲の良い恋人同士。
二宮 風花（20）
演 - 飯豊まりえ
冬真が通う調理師学校の学生。
学校そっちのけでBMXで仲間と遊んでばかりいる冬真を心配するが、振り回されることが多い。
実は冬真と付き合っていたがケンカ別れする。その後、冬真に連絡をもらい「Sea sons」に行き、仲直りをし、復縁する。
東村 了（55）
演 - 吉田鋼太郎
全国に多く店舗を出店するやり手の外食チェーン店経営者。
「Sea sons」の経営者である千秋とチェーン契約をして柴崎3兄弟のレストランを買収する計画を立てているが、千秋に門前払いされ断られる。

### ゲスト

#### 第1話 最終話
カフェ店員
演 - 中山優貴

#### 第2話
新郎
演 - 前野朋哉
新妻
演 - 松本まりか

#### 第3話
水族館のスタッフ
演 - 村上健志（フルーツポンチ）
エキストラ
演 - 藤田ニコル、武田玲奈、井上苑子

#### 第4話
安西 知宏
演 - 入野自由
千秋の同級生。

#### 第6話
大橋 尚美（8話 - 最終話）
演 - 池端レイナ
レストランのプロデューサー。
バスの運転手
演 - 平子祐希（アルコ&ピース）

#### 第7話
西島 渚
演 - 紺野まひる
巧海（夏向）と愛海の実母。血液系の重い病気を患い、尾道の病院に入院している。

#### 最終話
吉岡 純
演 - JY
夏向が出した「Sea sons」のパティシエ募集求人に応募し、面接に訪れる。
渡瀬 健一
演 - ジョン・カビラ
「Sea sons」へ取材に訪れた料理評論家。

## スタッフ
- 脚本 - 桑村さや香、大北はるか[8]
- 脚本アドバイス - LiLy
- 演出 - 金井紘、田中亮、森脇智延
- 音楽 - 世武裕子
- 主題歌 - JY「好きな人がいること」（ソニー・ミュージックレコーズ）
- フードコーディネーター - はらゆうこ
- レストラン監修 - 大橋直誉
- ケーキデザイナー - 鈴木ありさ
- 製菓協力 - 服部栄養専門学校（若松貴之、瀧澤努）
- レストラン協力 - ワイズテーブルコーポレーション
- プロデュース - 藤野良太
- 制作 - フジテレビドラマ制作センター

## 放送日程
| 各話                                                          | 放送日  | サブタイトル             | 視聴率 | 補足 |
| ------------------------------------------------------------- | ------- | ------------------------ | ------ | --- |
| 第1話                                                         | 7月11日 | 最高の再会、最低の出会い | 10.1%  | |
| 第2話                                                         | 7月18日 | 最高のご褒美             | 10.4%  | 『2016 FNSうたの夏まつり 〜海の日スペシャル〜』枠で放送。                                                   |
| 第3話                                                         | 7月25日 | 好きです                 | 8.7%   | |
| 第4話                                                         | 8月01日 | つのる想い               | 9.5%   | 野村周平、浜野謙太、マイアミDが副音声企画にも出演。                                                         |
| 第5話                                                         | 8月08日 | 告白                     | 8.4%   | |
| 第6話                                                         | 8月15日 | 彼の真実                 | 8.3%   | 三浦翔平と野村が副音声企画にも出演。                                                                        |
| 第7話                                                         | 8月29日 | 君の傍にいたい           | 8.2%   | |
| 第8話                                                         | 9月05日 | 運命の夜                 | 7.7%   | |
| 第9話                                                         | 9月12日 | KISS                     | 9.4%   | 桐谷美玲と山﨑賢人と藤野良太プロデューサーが副音声企画にも出演。 関西地域のみ9月19日15:50から再放送された。 |
| 最終話                                                        | 9月19日 | それだけ。               | 8.4%   | |
| 平均視聴率 8.9%（視聴率はビデオリサーチ調べ、関東地区・世帯） |         |                          |        | |

## 再放送
2021年7月から9月までフジテレビ・カンテレで初の再放送された。

## 関連作品

### 好きな人がいること〜サマサマキュンキュン大作戦〜
本作品のスピンオフドラマ『好きな人がいること〜サマサマキュンキュン大作戦〜』は2016年7月20日からフジテレビオンデマンドで配信された。
キャスト（好きな人がいること〜サマサマキュンキュン大作戦〜）
ニコル
演 - 藤田ニコル
レナ
演 - 武田玲奈
ソノコ
演 - 井上苑子

スタッフ（スピンオフ）
- 脚本 - 吉田恵里香
- プロデュース - 藤野良太
- 演出 - 田中亮、木村洋
- 制作 - フジテレビドラマ制作センター

### 好きな人がいること in 台湾
本作品のスピンオフドラマ『好きな人がいること in 台湾』（中国語題『有喜歡的人台湾篇 心有所屬』）は2016年11月中旬からフジテレビオンデマンドで配信される。本作品の主演は野村周平が務めた。
キャスト（好きな人がいること in 台湾）
柴崎冬真
演 - 野村周平
菲（フェイ）
演 - 文雨非（ウェン・ユーフェイ）
テツ
演 - Teddy（SpeXial）
ト
演 - 邱昊奇（チウ・ハオチー）
ルル
演 - 雨婷（ユーティン、A'N'D）

スタッフ（スピンオフ）
- 脚本 - 大北はるか
- プロデュース - 久保田哲史、藤野良太、馮家瑞（ジェリー・フォン、COMIC PRODDUCTIONS）
- 制作 - フジテレビドラマ制作センター
- 制作協力 - WAKUWAKU JAPAN、COMIC PRODUCTIONS（台湾）

### 漫画
好きな人がいること〜seventeen〜
栄羽弥の漫画化により、デザート2016年9月号（2016年7月23日発売）の別冊付録に収録。
ストーリーは、柴崎夏向の高校時代に経験した「友達以上、恋人未満」な関係を描く。

### 小説
好きな人がいること ノベル
LINEノベル（LINEマンガの無料連載で配信）で2016年7月11日より連載されているドラマの脚本を元にした小説で、セリフの上に登場人物名が書かれていたり一部にイラスト（画・河井あぽろ）やキャストによるボイスが付属している。
好きな人がいること（上）（下）
扶桑社文庫から発売された百瀬しのぶによるノベライズ。
1. 好きな人がいること（上）2016年8月29日発売 ISBN 978-4-594-07539-2
2. 好きな人がいること（下）2016年9月22日発売 ISBN 978-4-594-07540-8

好きな人がいること シナリオブック
LINE発行の全十話のシナリオ、桐谷＆山﨑のインタビュー入りシナリオブック。
1. 公式シナリオブック 2016年9月26日発売、ISBN 978-4-8021-3035-6